# Кастел дел'Уово (Вибо Валенција)
Кастел дел'Уово је насеље у Италији у округу Вибо Валенција, региону Калабрија.
Према процени из 2011. у насељу је живело 49 становника. Насеље се налази на надморској висини од 321 м.